# Marco Torricelli
Marco Torricelli (Génova, Italia, 30 de noviembre de 1957) es un dibujante de cómic italiano.

## Biografía
Comenzó a trabajar como dibujante para La Bancarella, suplemento del diario Il Lavoro, y en 1979 realizó algunas tiras cómicas del personaje Gudrun para Eureka. En 1982 entró a formar parte del equipo de historietistas "Staff di If", creado por Gianni Bono, mediante el cual dibujó personajes como Candy Candy, Mickey Mouse o Il Piccolo Ranger. En 1986 pasó a ilustrar Zagor de la editorial Bonelli. Realizó varias portadas de la revista escolar Andersen - Il mondo dell'infanzia. A partir de 1988, tras abandonar el "Staff di If", dibujó algunas aventuras para las revistas Zodiaco, Corto Maltese, Magic Girl y L'Eternauta.
En 1993 dibujó un episodio de Gordon Link de Gianfranco Manfredi, editado por la editorial Dardo, y trabajó para la revista Moby Dick. En 1995 volvió a dibujar historias de Zagor y en 2001 debutó en las páginas de Dampyr. Desde 2004 a 2008 asistió a una clase de estudios de la "Accademia Ligustica di Belle Arti" de Génova. A partir de 2007, trabajó para el semanal religioso Messaggero di Gesù Bambino di Praga de los carmelitas descalzos de Arenzano. En 2011 dibujó un álbum de Tex, con guion de Mauro Boselli. Para Marvel Comics ilustró Thor: Whosoever Wields This Hammer.